# أناند أمريتراج
أناند أمريتراج مواليد 20 مارس 1952 في تشيناي، هو لاعب كرة مضرب هندي سابق وكان يلعب باليد اليمنى. أعلى تصنيف له في الفردي كان المركز الـ 74 في سنة 1974.

## النهائيات

### الزوجي: 30 (12–18)
| الحصيلة | الرقم | التاريخ        | الدورة               | الأرضية | الشريك         | المنافس في النهائي          | النتيجة في النهائي |
| ------- | ----- | -------------- | -------------------- | ------- | -------------- | --------------------------- | ------------------ |
| الوصافة | 1.    | 21 أكتوبر 1973 | نيو دلهي، الهند      |         | فيجاي أمريتراج | جيم مكمانوس راؤول راميريز   | 2–6, 4–6           |
| الفوز   | 1.    | 19 نوفمبر 1973 | كرايستشرش، نيوزيلندا |         | فريد ماكنير    | يورغن فاسبندر جيف سيمبسون   | w/o                |
| الفوز   | 2.    | 16 نوفمبر 1974 | مومباي، الهند        | ترابية  | فيجاي أمريتراج | ديك كريلي أوني بارون        | 6–4, 7–6           |
| الوصافة | 2.    | 19 أغسطس 1974  | ساوث أورانج          | صلبة    | فيجاي أمريتراج | براين غوتفريد راؤول راميريز | 6–7, 7–6, 6–7      |
| الفوز   | 3.    | 19 أغسطس 1974  | كولومبوس             | صلبة    | فيجاي أمريتراج | توم جورمان بوب لوتز         |                    |
| الوصافة | 3.    | 10 فبراير 1975 | تورونتو، كندا        | سجاد    | فيجاي أمريتراج | ديك ستوكتون إريك فان ديلن   | 4–6, 5–7, 1–6      |
| الوصافة | 4.    | 10 مارس 1975   | واشنطن               | سجاد    | فيجاي أمريتراج | مايك إستب راسيل سيمبسون     | 6–75, 3–6          |
| الفوز   | 4.    | 24 مارس 1975   | أتلانتا، جورجيا      | سجاد    | فيجاي أمريتراج | مارك كوكس كليف درايسديل     | 6–3, 6–2           |
| الوصافة | 5.    | 5 أغسطس 1975   | لويفيل               | ترابية  | فيجاي أمريتراج | فويتشخ فيباك جييرمو فيلاس   |                    |
| الفوز   | 5.    | 15 سبتمبر 1975 | كاليفورنيا           | صلبة    | فيجاي أمريتراج | كليف درايسديل مارتي رسن     | 7–6, 4–6, 6–4      |
| الوصافة | 6.    | 17 نوفمبر 1975 | كلكتا، الهند         | ترابية  | فيجاي أمريتراج | خوان غسبرت مانويل أورانتس   | 6–1, 4–6, 3–6      |
| الفوز   | 6.    | 9 مارس 1976    | ممفيس                | سجاد    | فيجاي أمريتراج | روسكو تانر مارتي رسن        | 6–3, 6–4           |
| الوصافة | 7.    | 7 نوفمبر 1976  | هونغ كونغ            | صلبة    | إيلي ناستاسي   | هانك فيستر بوتش والتس       | 4–6, 2–6           |

## روابط خارجية
- أناند أمريتراج على موقع رابطة محترفي التنس (الإنجليزية)
- أناند أمريتراج على موقع الاتحاد الدولي لكرة المضرب (الإنجليزية)
- أناند أمريتراج على موقع كأس ديفيز (الإنجليزية)
- أناند أمريتراج على موقع خلاصة التنس.كوم (الإنجليزية)
- أناند أمريتراج على موقع إي إس بي إن.كوم (الإنجليزية)
- أناند أمريتراج على موقع أوليمبيديا (الإنجليزية)